# Сражение при Биберахе (1800)
Сражение при Биберахе (фр. Bataille de Biberach) произошло у Биберах-ан-дер-Рис, в 35 км к юго-западу от Ульма, 9 мая 1800 года во время Войны второй коалиции эпохи французских революционных войн. В нем французские войска под командованием Лорана Гувион Сен-Сира разбили части австрийской армии под командованием Пауля Края.
В конце апреля 1800 года французская армия под командованием Жана-Виктора Моро переправилась через Рейн недалеко от Базеля. Затем 3 мая Моро разбил войска Края при Штоккахе и Энгене и вынудил его отступить. Два дня спустя Край столкнулся со своими преследователями в сражении при Мескирхе, но снова потерпел поражение.
9 мая корпус Гувиона Сен-Сира застиг армию Края у Биберах-ан-дер-Рис, и обе стороны снова сразились. Край разместил основную часть своей армии позади Бибераха; большой овраг, образованный рекой Рис, прикрывал фронт его войск.
Вначале Сен-Сир силами бригад Тарро и Бараге д’Илье атаковал десятитысячный авангард австрийцев, находившийся на левом берегу реки Рис, рассеял его и захватил сами город и расположенные в нём военные склады. После подхода резервных войск генерала Ришпанса, французы по пояс в воде перешли через реку и атаковали главные силы Края. Сначала были заняты первые высоты, а затем атакованы войска противника на плато, ведущем к Митембаху. Австрийский командующий, обескураженный быстрым поражением своего авангарда, не решился продолжить сражение и отступил с главными силами к Ульму. Авангард и другие отдельные отряды отступили к Меммингену, где через день снова были разбиты преследовавшими их французами.